# Бородин, Иван Парфеньевич
Ива́н Парфе́ньевич Бороди́н (18 [30] января 1847 — 5 марта 1930) — русский ботаник, популяризатор науки, зачинатель российского природоохранного движения, один из основателей этико-эстетического подхода в заповедном деле и охране дикой природы. Развивал идеи Гуго Конвенца о культурной и моральной составляющей природоохраны. Изучал физиологию (главным образом дыхание) и анатомию растений, в том числе распределение хлорофилла в их зелёных частях. Брат А. П. Бородина.
Член-корреспондент (c 5 декабря 1887 года; физико-математическое отделение, по разряду биологических наук — ботаника), ординарный академик Петербургской академии наук (с 6 апреля 1902 года, физико-математическое отделение), Российской академии наук (с 1917 года), Академии наук СССР (с 1925 года). Действительный член Академии наук Украины.

## Биография
Из дворян Екатеринославской губернии. Родился в семье штабс-капитана Парфения Афанасьевича Бородина и его супруги Екатерины Александровны, урождённой Лыкошиной. Брат Александр — инженер путей сообщения, один из основоположников русского паровозостроения.
Окончил 5-ю Санкт-Петербургскую гимназию (1863; был учеником Н. И. Раевского) и курс в Санкт-Петербургском университете на физико-математическом факультете (отделение естественных наук).
В 1869 году поступил преподавателем ботаники и одновременно заведующим кафедрой ботаники и дендрологии в Санкт-Петербургский земледельческий и лесной институт. В 1877 году было закрыто агрономическое отделение института, преобразованного в Санкт-Петербургский лесной институт, и Бородин был оставлен преподавателем ботаники. Заведовал кафедрой 35 лет — до 1904 года.
В 1876 году за диссертацию «Физиологические исследования над дыханием листовых побегов» Иван Парфеньевич получил степень магистра ботаники. За этой работой, которая дала Бородину известность не только в России, но и в Западной Европе, последовал ряд физиологических и анатомических работ, особенно по распространению различных веществ в растениях, причём Бородин разработал особый метод их изучения, названный его именем.
В 1878 году он был назначен профессором Санкт-Петербургской медико-хирургической академии, где читал лекции ботаники до 1880 года, когда был утверждён профессором Лесного института.
Бородину принадлежит открытие (1880—1882) кристаллизующегося хлорофилла, сыгравшее большую роль в изучении этого вещества. Немецкий химик Р. Вильштеттер, исследователь химии хлорофилла, назвал такие кристаллы «кристаллами Бородина». В 1873 году Бородин положил начало изучению флавоноидов в России.
С 1881 по 1904 год Бородин состоял редактором «Трудов» Общества естествоиспытателей при Санкт-Петербургском университете, по отделу ботаники; позже — редактором «Материалов для изучения естественных производительных сил России», издаваемых состоящей при Императорской Академии наук Комиссией по изучению естественных производительных сил России.
В 1886 году Новороссийский университет единогласно избрал его почётным доктором ботаники. Со второй половины 1887 года Бородин читал лекции ботаники и в Санкт-Петербургском университете (вместо оставившего кафедру А. С. Фаминцына), неоднократно — на Высших женских курсах.
С 1887 года Иван Парфеньевич Бородин — член-корреспондент, а с 1902 года — академик Императорской академии наук.
14 декабря 1899 года Бородин был назначен заведующим Бюро по прикладной ботанике, которым заведовал до 23 сентября 1904 года. Бюро при Бородине отвечало на запросы и давало рецензии на труды по растениеводству.
C 1902 года — директор Ботанического музея Академии наук.
В 1903 году Бородин опубликовал свои публичные лекции, посвящённые вопросам оплодотворения. В этих лекциях он одним из первых в России подробно изложил работу Г. Менделя «Опыты над растительными гибридами» и подтверждающий её выводы результат работ его последователей.
27 января 1905 года в петербургской газете «Русь» появилась «Записка 342 учёных», критиковавшая самодержавие. Среди шестнадцати подписавших её академиков был и Бородин. Последствием этого явилось разосланное этим академикам письмо президента Академии наук Великого князя Константина Константиновича, порицавшее их поступок и предлагавшее сначала отказаться от казённого жалованья, а потом уже заниматься политикой. И. П. Бородин подал президенту Академии наук прошение об отставке. Однако вскоре Великий князь извинился перед академиками.
В мае 1907 года академик Бородин представлял Императорскую академию наук на торжествах в Швеции, посвящённых двухсотлетию со дня рождения Карла Линнея.

Бородин неоднократно выступал в печати и в научных обществах с идеей об охране природы. 29 декабря 1909 года на XII съезде русских естествоиспытателей и врачей в Москве им был сделан горячо поддержанный участниками съезда программный доклад «О сохранении участков растительности, интересных в ботанико-географическом отношении». В статье «Охрана памятников природы» он дал подробный обзор природоохранных мероприятий в России и за рубежом, предлагая к заповеданию ряд уникальных природных мест страны, назвал первостепенные природоохранные проблемы в России: 
Наиболее неотложным представляется мне образование степных заповедных участков. Степные вопросы — это наши, чисто русские вопросы, между тем именно степь, девственную степь, мы рискуем потерять скорее всего.
В 1912 году при его активном участии была создана Постоянная природоохранительная комиссия при Русском географическом обществе. Председателем комиссии был назначен почётный член общества, бывший министр земледелия и государственных имуществ, академик Императорской Санкт-Петербургской академии наук А. С. Ермолов, товарищем (то есть заместителем) председателя — И. П. Бородин.
В ноябре 1913 года Бородин представлял Россию на первой Международной конференции по охране природы в Берне и представил там памятную записку по основной теме конференции.
В одной из первых в России книг по охране природы, изданной в 1914 году, Бородин писал:
…мы не можем не примкнуть к широкому движению <по охране природы>, охватившему Западную Европу: это наш нравственный долг перед родиною, человечеством и наукою… Сколько бы защитных участков не устроили у себя наши соседи, они не в состоянии заменить наших будущих заповедников. Раскинувшись на огромном пространстве в двух частях света, мы являемся обладателями в своем роде единственных сокровищ природы. <…> … уничтожить их легко, но воссоздать нет возможности… Создание защитных участков чрезвычайно важно и в целях педагогических.
По инициативе Бородина в 1915 году было организовано Русское ботаническое общество, бессменным президентом которого он был до конца жизни.
С 7 октября 1917 года по 31 мая 1919 года И. П. Бородин — вице-президент Академии наук России.
В 1917—1919 годах — директор Петроградского ботанического сада.
В декабре 1917 года он призывал академиков саботировать режим большевиков. В 1928 году выступил против избрания видных коммунистов в действительные члены Академии наук.

Основал пресноводную (озёрную) биологическая станцию сначала на озере Бологом, затем на озере Селигере (Бородинская биологическая станция), в 1929 году станция была передислоцирована на озеро Кончезеро в Карелию. На свои личные средства Бородин издал четыре тома Трудов станции. 

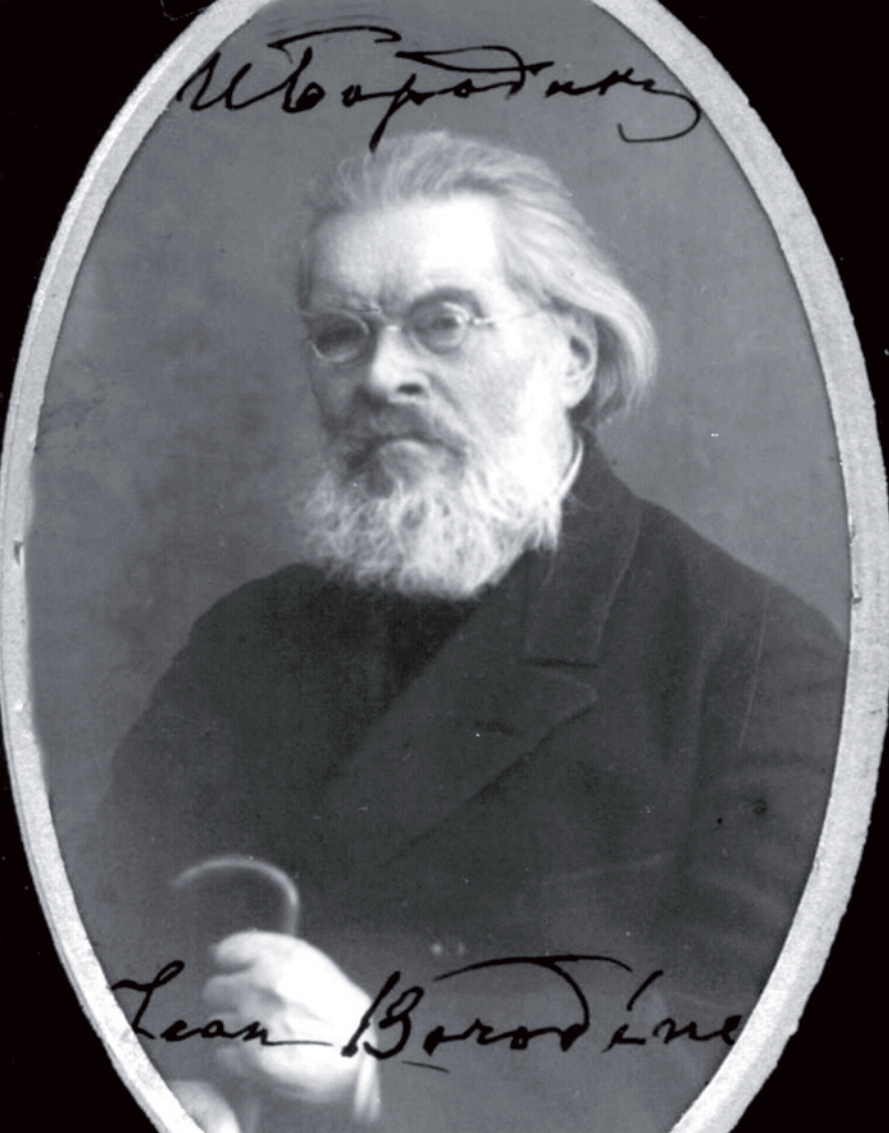
Иван Бородин в конце жизни

Часть гербарной коллекции, собранной собственноручно, в том числе более 800 гербарных листов растений Новгородской губернии и 1573 экземпляра растений Иркутского округа, И. П. Бородин передал Ботаническому кабинету Лесного института.
В некоторых работах (в частности, «Протоплазма и витализм», 1894) Бородин выступал с виталистическими взглядами на сущность жизненных отправлений, что вызвало критику со стороны К. А. Тимирязева.

## Семья
Жена Александра Григорьевна (урождённая Перетц; 1846) — училась на Бестужевских курсах по филологическому отделению, а затем посвятила себя литературе и публицистике. Среди их детей наиболее известны:
- Инна (1878-1959), историк, архивист, жена ботаника В. Н. Любименко.
- Мирра[англ.] (1882-1957), жена историка Фердинанда Лота. У них были три дочери: Ирэн (стала библиотекарем и вышла замуж за Бориса Вильде), Эвелина (возглавляла один из отделов в Музее человека в Париже) и Марианна (специалист по истории Средних веков).

## В честь и память И. П. Бородина
В 1921 году Н. А. Буш в знак признания заслуг И. П. Бородина назвал его именем род растений Бородиния (Borodinia N.Busch) семейства Капустные (Brassicaceae).
Имя Бородина носит Гербарий Санкт-Петербургской лесотехнической академии (бывший Ботанический кабинет Императорского Лесного института).
С 2012 года Русское географическое общество вручает медаль им.И.П. Бородина за выдающийся вклад в природоохранное дело.

## Печатные труды
Работы Бородина принадлежат к области физиологии, анатомии и систематики растений; им написан ряд замечательных учебников по ботанике: Курс анатомии растений, Краткий очерк микологии (1-е издание — 1897 года), в 30-х годах XX века остававшийся, несмотря на устарелость некоторых частностей, лучшим русским введением в микологию. Краткий учебник ботаники для сельскохозяйственных школ (1888) к 1930 году выдержал тринадцать изданий. Курс дендрологии (1891), как и Краткий очерк микологии, не потерял актуальность и в XXI веке.
- О дыхании в чистом кислороде // Тр. Общ. естествоиспытателей при С.-Петербургском ун-те. — Т. XI, вып. 76.
- О дыхании распускающихся почек // Тр. Общ. естествоиспытателей при С.-Петербургском ун-те. — Т. XI, вып. 157.
- О распадении и образовании белковых веществ в растениях // Тр. Общ. естествоиспытателей при С.-Петербургском ун-те. — Т. XI, вып. 160.
- Ueber Krystallinische Nebenpigmente des Chlorophylls // Bulletin de L’Acad. Imper. de St.-Petersb.
- Новейшие успехи ботаники 1877—1879. — СПб., 1880.
- Сферокристаллы Paspalum и микрохимическое открытие лейцина // Тр. Общ. естествоиспытателей при С.-Петербургском ун-те. — 1883. — Т. XIII, вып. 47.
- Sur la repartition des cristaux d’oxalate de chaux dans les feuilles des Legumes, et des Rosac // Bulletin de Congres international de bot. et d’hort. a St.-Petersbourg. — 1884.
- Об условиях накопления лейцина в растениях // Тр. Общ. естествоиспытателей при С.-Петербургском ун-те. — 1885. — Т. XVI, вып. II, 69.
- Физиология растений : Лекции С.-Петерб. лесн. ин-та, читан. И. П. Бородиным, 1886—1887. — СПб., 1887. — 124 с.
- О распространении дульцита в растениях // Тр. Общ. естествоиспытателей при С.-Петербургском ун-те. — 1888. — То же в Вестнике естествознания, 1889
- Курс дендрологии. — СПб., 1891.
- О кристаллических отложениях в листьях Anonaceae и Violarieae // Тр. Общ. естествоиспытателей при С.-Петербургском ун-те. — 1891. — Т. XXI. — С. 177—205.
- Borodin J. Die in St. Petersburg befindlichen Herbarien und botanischen Museen (нем.) // Botanisches Centralblatt. — Cassel und Marburg, 1893. — Bd. LVI, H. 51. — S. 353—356.
- Протоплазма и витализм. — СПб.: Тип. И. Н. Скороходова, 1894. — 30 с.
- Процесс оплодотворения в растительном царстве. — СПб.; М., 1888. — 2-е изд., 1896
- Краткий очерк микологии. — 1897.
- Бородин И. П. Исторический очерк кафедры ботаники в Императорской Военно-медицинской академии (1798—1898) // Исторические очерки естественнонаучных кафедр Императорской Военно-медицинской академии. — Тип. Мин-ва внутр. дел, Воен. тип, 1898. — 406 с.
- Курс анатомии растений. — СПб.; М., 1900.
- Эпидермины у лютиковых. — 1902.
- Очерки по вопросам оплодотворения в растительном царстве // Мир Божій. — 1903. — № 4. — С. 257—272. — Продолжение в № 11, С. 199—210, и № 12, С. 255—274.
- Ботанический кабинет Императорского Лесного института в начале второго столетия его существования // Изв. Имп. Лесн. ин-та. — 1905. — № 12.
- Коллекторы и коллекции по флоре Сибири. — СПб.: Тип. Имп. акад. наук, 1908. — 227 с.
- Sur la distribution des stomates sur les feuilles du Lycopodium annatinum // Ann. Jard. Buitenzorg. — 1909.
- Охрана памятников природы // Тр. Бот. сада Имп. Юрьевского ун-та. — 1910. — Т. 9. — С. 297—317.
- Краткий курс ботаники. — 10-е изд. — Изд. А. Ф. Девриена, 1911. — 464 с.
- Мировая охрана природы. Отчёт академика И. П. Бородина о командировке в Берн на Конференцию по международной охране природы // Речи и доклады, читанные на Конференции по международной охране природы в Берне, в ноябре 1913 года, делегатами от Швейцарии, Австралии, Бельгии, Великобритании, Голландии, Норвегии, России, Сев.-Ам. соед. штатов и Франции. — Петроград: Тип. М. М. Стасюлевича, 1915.
- Курс анатомии растений. — 5-е изд. — М.; Л.: Сельхозгиз, 1938. — 312 с.

Русский перевод всемирно известной книги австрийского ботаника А. Кернера Жизнь растений вышел под редакцией и с предисловием И. П. Бородина. В соавторстве с А. П. Семёновым-Тян-Шанским написал предисловие к сборнику оригинальных стихотворений Н. А. Холодковского «Гербарий моей дочери» (Пг., 1922).